# Like Father, Like Clown
«Like Father, Like Clown» — серія 3 сезону серіалу «Сімпсони», яка вийшла у США 24 жовтня 1991 року, в Україні була дубльована у 2005 році.